# Simulium onum
Simulium onum är en tvåvingeart som beskrevs av Bodrova 1988. Simulium onum ingår i släktet Simulium och familjen knott. Inga underarter finns listade i Catalogue of Life.